# Paul Koebe

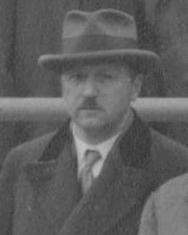
Paul Koebe

Paul Koebe (ur. 15 lutego 1882 w Luckenwalde  – zm. 6 sierpnia 1945 w Lipsku) – niemiecki matematyk zajmujący się głównie analizą zespoloną i teorią powierzchni Riemanna.

## Życiorys
Koebe był synem właściciela fabryki, Hermanna Koebe, który to był w stanie zapewnić synowi solidne wykształcenie. W roku 1900 rozpoczął studia matematyczne na Uniwersytecie Christiana-Albrechta w Kilonii. Doktoryzował się w Berlinie pod kierunkiem Hermanna Schwarza na podstawie rozprawy pt. Über diejenigen analytischen Funktionen eines Arguments, welche ein algebraisches Additionstheorem besitzen. Od 1910 roku profesor nadzwyczajny na Uniwersytecie w Lipsku; od 1914 profesor zwyczajny na Uniwersytecie w Jenie. Znany głównie z twierdzenia o uniformizacji powierzchni Riemanna. Od jego nazwiska pochodzą nazwy takich pojęć i twierdzeń jak:
- łuk Koebego
- obszar Koebego
- twierdzenie Koebego-Bieberbacha (spotykane czasami pod nazwą twierdzenie Koebego 1/4)
- twierdzenie Koebego-Maskita
- twierdzenie Koebego o zniekształceniu